# Evangelisches Gymnasium (Cottbus)
Das Evangelische Gymnasium ist eine 2012 gegründete, private Schule im Cottbuser Stadtteil Sandow. Sie ist in einen sprachlichen und einen musischen Zweig gegliedert. Trägerin ist die Evangelische Kirche Berlin-Brandenburg-schlesische Oberlausitz.
Die Schule ist eine DDR-Typenkonstruktion, Typ Cottbus 1977. In Cottbus wurden von diesem Typ 5 Stück errichtet, weitere in anderen Bezirken. Dieser Schultyp besteht aus zwei zusammenhängenden Gebäudeteilen, einem dreigeschossigen Hauptgebäude und einen seitlich angeschlossenen Mehrzweckraum, verbunden mit einem zweigeschossigen Verbindungsbau, ergänzt durch eine frei stehende Sporthalle. Das kompakte Hauptgebäude ist durch einen Mittelgang erschlossen, Die Schulküche wurde im Keller angeordnet.
Alle Räume weisen eine Tiefe von 7,20 m auf.
Das Gebäude wurde in leichter Geschossbauweise mit tragenden Außenskelett und tragenden Innenwänden errichtet. Die Laststufe beträgt 50 kN.
Die Decken bestehen aus Stahlbetonfertigteilen.
Die Längswände sind nichttragende Leichtbetonbrüstungen mit Fensterbändern.
Das Gebäude verfügt über 22 Räume >50 m² Grundfläche, 3.952 m² Bruttogrundfläche und 2.458 m² Hauptnutzfläche.
Die drei Gebäude wurden 1978 als 5.POS „Carl-Blechen“ im Zuge der Errichtung der Neubauten in Cottbus-Sandow errichtet.
Im Zuge der Errichtung gab es erhebliche Mängel und Bauverzüge, deren Beseitigung sich mehrere Jahre in den Schulbetrieb hineinzogen. Diese Mängel wurden von einem Anwohner dokumentiert und am 5. August 1980 als Eingabe zur Redaktion Prisma des Fernsehens der DDR und von dieser am 19. August 1980 an das Ministerium für Volksbildung der DDR in Berlin übergeben.
Ministerin Margot Honecker übergab das Material an dem Minister für Bauwesen, Wolfgang Junker und bestätigte den Eingang der Unterlagen am 28. August 1980. Die weiteren Maßnahmen sind nicht dokumentiert.
Im Zuge der Schulreform 1991, wurde die 5.POS geschlossen.
Die Gebäude wurden zwischen 2006 und 2009 von der Carl-Blechen-Grundschule genutzt. Diese wurden jedoch vor der Eröffnung einer Generalsanierung unterzogen. So erhielt es einen Aufzug, eine neue Mensa, mehrere Andachtsräume und einen Lichthof im Erdgeschoss.

## Partnerschaften
Die Schule kooperiert mit dem Staatstheater, dem Konservatorium, dem Dieselkraftwerk, sowie mit dem DEB und der Brandenburgischen Technischen Universität Cottbus-Senftenberg. Außerdem existiert eine Schulpartnerschaft mit dem 6. Gymnasium in Zielona Góra.

## Besonderheiten
Gottesdienstbesuch und Religionsunterricht sind für alle Schüler verpflichtend. Außerdem wird das Fach Lebensgestaltung-Ethik-Religionskunde nicht unterrichtet.